# Ким Хон До
Ким Хон До (кор. 김홍도, Ким Хондо), известный также как Танвон (род. 1745 г. — ум. 1806 г.) — корейский художник и мастер каллиграфии.

## Жизнь и творчество
Ким Хон До вырос в городе Ансан на юге Кореи, учился каллиграфическому искусству у известного мастера своего времени Кан Сехвана. Поступил на официальную королевскую службу, став членом академии искусств Тохвасо и затем — придворным королевским художником. В 1771 году он создаёт портрет вана Кореи Чонджо. В 1788 он уезжает в центр корейской культуры, город Андон. Позднее живёт в горах Кымгансан, где много рисует. Танвон был первым корейским художником, писавшим на своих картинах во множестве бытовые сценки из повседневной жизни современного ему корейского общества, по манере исполнения, близкой к шедеврам графики голландских мастеров XVII—XVIII веков. Картина Танвона, изображающая совет богов, в 1971 году была внесена в список Национальных сокровищ Кореи (под номером 139).
Наряду с Хевоном и Овоном, Танвон составляет группу корейских художников «Три Вона». Вместе с Овоном и мастером XV столетия Ан Гёном, Танвон входит в тройку наиболее значительных живописцев и графиков Кореи. В городе Ансан его именем назван один из районов, в Ансане также ежегодно проводится фестиваль искусств «Danwon Art Festival».

## Галерея

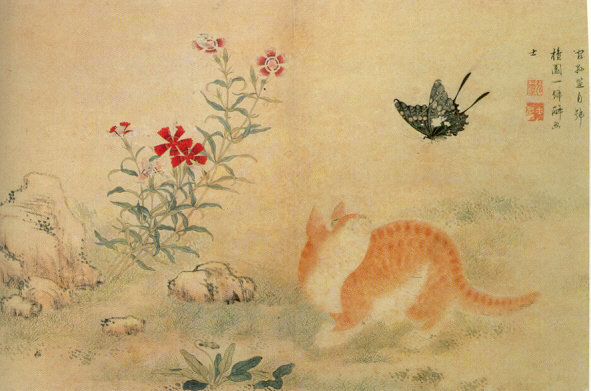
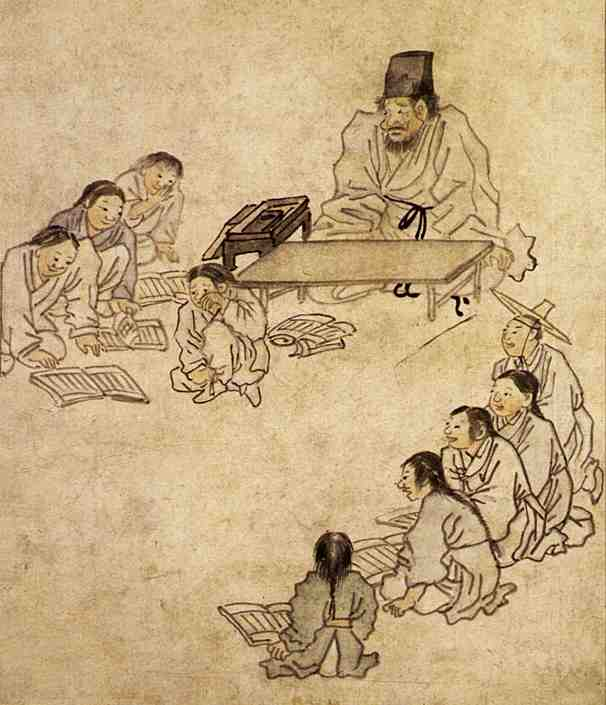
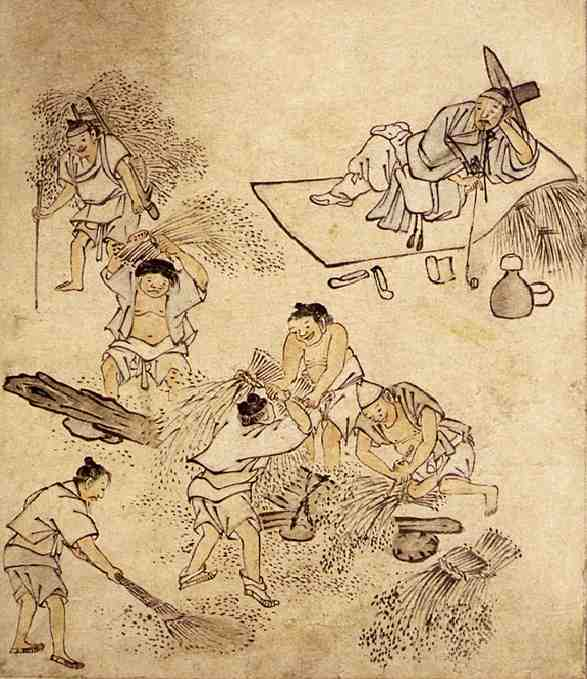
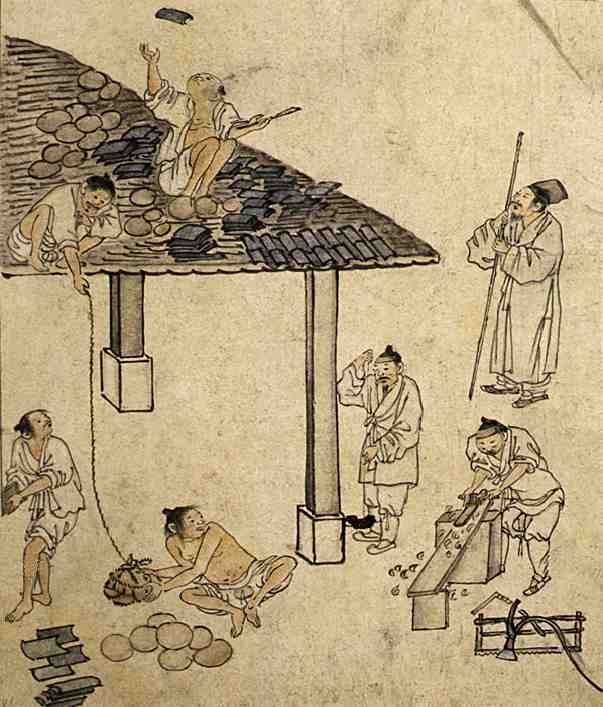
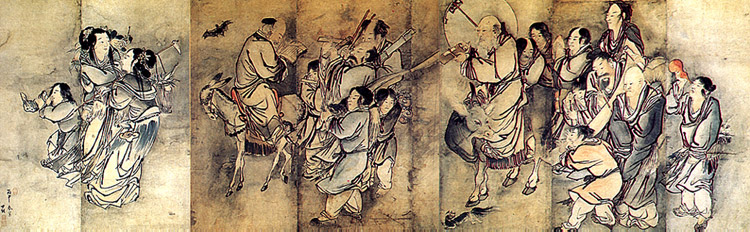
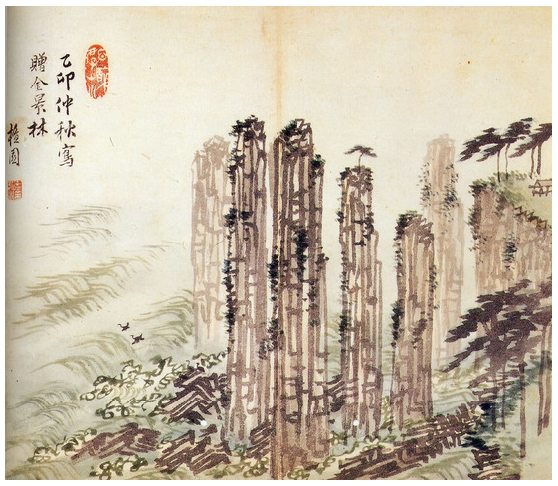
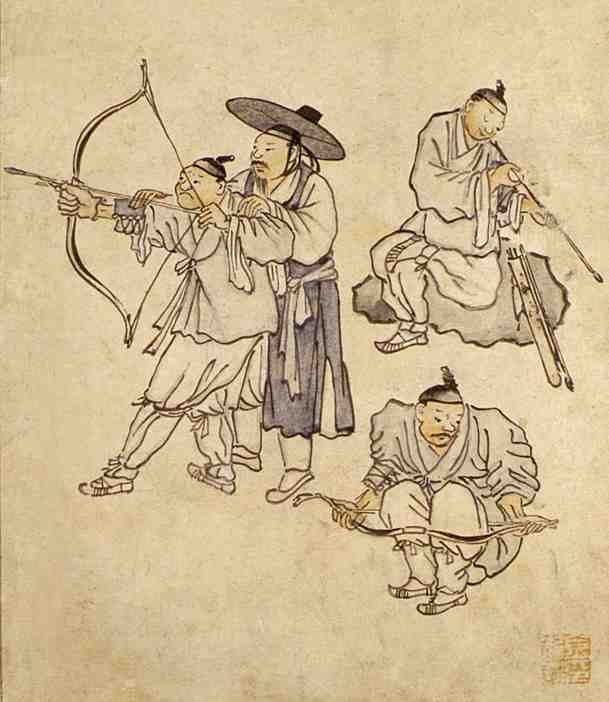
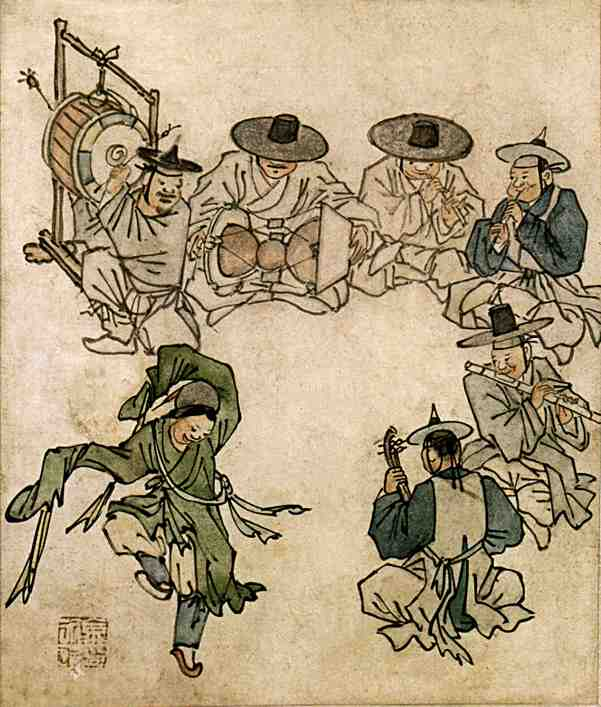